# Rafael Almansa
Pour les articles homonymes, voir Almansa.
Rafael Manuel Almansa Riaño, né à Bogota (Colombie) le 2 août 1840 et mort à Bogota le 27 juin 1927, connu comme le père Almansa (parfois orthographié Almanza), était un prêtre franciscain colombien et Vénérable catholique. Depuis 1997, il fait l'objet d'une procédure de béatification de l'Église catholique.

## Biographie
Rafael Almansa est baptisé par ses parents Ambroise et Marie dans l'église de Las Nieves à Bogota. En 1853, il commence sa formation religieuse au couvent de San Francisco, mais est contraint d'abandonner temporairement ses études en 1861 lorsque le président Tomás Cipriano de Mosquera exproprie les terres de l'Église catholique en Colombie. Il est ordonné prêtre le 27 mai 1866, accordé par l'évêque de Pamplona Bonifacio Antonio Tozcano. Il est nommé pasteur à Cucuta et après le séisme de 1875 est déplacé à Bucaramanga comme coadjuteur. En 1881, il rejoint l'Ordre franciscain et est nommé aumônier de l'Église de San Francisco de Bogotá.
En 1895, il se rend à Rome pour assister au Chapitre général de l'Ordre franciscain, où il a l'occasion de rencontrer le pape Léon XIII. Le 18 décembre 1897, l'archevêque de Bogota Bernardo Herrera Restrepo le nomme chapelain de l'église de San Diego, où il reste à travailler pendant 30 ans jusqu'à sa mort.
Au cours de son ministère sacerdotal, il était un célèbre conseiller spirituel des habitants de toutes les classes de la ville, il a été même cherché par les Présidents de la République à cette époque pour demander son avis.
À sa mort, les cloches des églises à Bogotá sonnèrent et près de cent mille personnes ont visité ses restes. Le Conseil l'a honoré avec un monument de marbre dans son tombeau, situé dans le Cimetière central de Bogota et a ordonné d'allouer un budget pour le développement d'un estatua.
Il a été reconnu comme Serviteur de Dieu par le Vatican et le processus de l'archidiocèse pour sa béatification a été introduite par Mgr Alvaro Franky Fandiño en février 1997. Le pape François a autorisé la Congrégation des causes des saints, le 10 mai 2016, à promulguer le décret concernant la reconnaissance des vertus héroïques de Rafael Almansa et qu'il devient vénérable, première des trois étapes vers la canonisation.